# デニス・マントゥロフ
デニス・ワレンチノヴィチ・マントゥロフ（マントロフ、ロシア語: Дени́с Валенти́нович Ма́нтуров、ラテン文字表記の例：Denis Valentinovich Manturov、1969年2月23日 - ）は、ロシアの政治家。現在、同国第一副首相。元産業貿易大臣兼副首相。

## 来歴
1969年、ソビエト連邦ムルマンスク州ムルマンスク生まれ。1994年にモスクワ大学を卒業（社会学）、1997年に同大学院を修了、経済学の博士号を取得。2006年にはロシア連邦大統領府付属公務員アカデミー（РАГС）を修了、専攻は法学であった。
1998年からウラン・ウデ航空機工場工場長代理、2000年からミル・モスクワヘリコプター工場のコマーシャルディレクター、2001年からは連邦国営単一企業・ゴスインコル（Государственная инвестиционная корпорация）の副社長。2003年からは軍産複合体・オブロンプロム (Оборонпром）最高責任者を2007年まで務めた。
2007年9月11日よりロシア産業エネルギー省次官、2008年5月19日より産業貿易省次官。2012年2月1日にヴィクトル・フリステンコ産業貿易大臣がユーラシア経済委員会の事務局長に就任したことに伴い、翌2日より産業貿易大臣代行。5月21日には正式に産業貿易大臣に就任した。2022年7月15日、ウラジーミル・プーチン大統領より新たに副首相に任命され、産業商務大臣と兼任することとなった。2024年5月14日に第一副首相に昇格した。

## 人物
- 英語に堪能である。
- 家族は妻と、子供二人。